# Флорен
Флоре́н (фр. Florennes, валлон. Florene) — коммуна в Валлонии, расположенная в провинции Намюр, округ Филиппвиль. Принадлежит Французскому языковому сообществу Бельгии. На площади 133,55 км² проживают 10 754 человека (плотность населения — 81 чел./км²), из которых 49,05 % — мужчины и 50,95 % — женщины. Средний годовой доход на душу населения в 2003 году составлял 11 114 евро.
Почтовые коды: 5620, 5621. Телефонный код: 071.